# リビングストン郡 (ルイジアナ州)
リビングストン郡（英: Livingston Parish）は、アメリカ合衆国ルイジアナ州の中央部東に位置する郡である。人口は14万2282人（2020年）。郡庁所在地はリビングストン、同郡で人口最大の町はデナムスプリングスである。
リビングストン郡はバトンルージュ都市圏に属している。

## 歴史
リビングストン郡の郡名は、ルイジアナ州出身の法学者かつ政治家で、1825年のルイジアナ民法典策定に貢献したエドワード・リヴィングストンに因むものである。

## 地理
アメリカ合衆国国勢調査局に拠れば、郡域全面積は703平方マイル (1,821 km2)であり、このうち陸地648平方マイル (1,678 km2)、水域は55平方マイル (142 km2)で水域率は7.80％である。

### 主要高規格道路
- 州間高速道路12号線
- アメリカ国道190号線
- ルイジアナ州道16号線
- ルイジアナ州道22号線
- ルイジアナ州道40号線
- ルイジアナ州道42号線
- ルイジアナ州道43号線
- ルイジアナ州道63号線
- ルイジアナ州道444号線

### 隣接する郡
- セントヘレナ郡 - 北
- タンジパホア郡 - 東
- セントジョンザバプテスト郡 - 南東
- アセンション郡 - 南西
- イーストバトンルージュ郡 - 西

## 経済
リビングストン郡には国内の重力波天文台2つのうち1つがある。この施設は宇宙の重力波を検出し、科学的研究のためにこれを利用するものである。

## 人口動態
以下は2000年国勢調査による人口統計データである。
| 基礎データ - 人口: 91,814人 - 世帯数: 32,630 世帯 - 家族数: 25,549 家族 - 人口密度: 55人/km2（142人/mi2） - 住居数: 36,212軒 - 住居密度: 22軒/km2（56軒/mi2） 人種別人口構成 - 白人: 94.35% - アフリカン・アメリカン: 4.22% - ネイティブ・アメリカン: 0.36% - アジア人: 0.18% - 太平洋諸島系: 0.02% - その他の人種: 0.19% - 混血: 0.68% - ヒスパニック・ラテン系: 1.11% 年齢別人口構成 - 18歳未満: 29.5% - 18-24歳: 9.1% - 25-44歳: 31.5% - 45-64歳: 21.4% - 65歳以上: 8.5% - 年齢の中央値: 33歳 - 性比（女性100人あたり男性の人口） - 総人口: 98.5 - 18歳以上: 94.5 | 世帯と家族（対世帯数） - 18歳未満の子供がいる: 41.6% - 結婚・同居している夫婦: 63.1% - 未婚・離婚・死別女性が世帯主: 10.7% - 非家族世帯: 21.7% - 単身世帯: 18.2% - 65歳以上の老人1人暮らし: 6.5% - 平均構成人数 - 世帯: 2.80人 - 家族: 3.17人 収入と家計 - 収入の中央値 - 世帯: 38,887米ドル - 家族: 44,071米ドル - 性別 - 男性: 36,508米ドル - 女性: 22,325米ドル - 人口1人あたり収入: 16,282米ドル - 貧困線以下 - 対人口: 11.4% - 対家族数: 9.1% - 18歳未満: 11.7% - 65歳以上: 15.8% |

2001年8月時点で、43,800人が郡内で雇用され、失業率は4.8％だった。ハリケーン・カトリーナは郡の人口に大きな影響を与えた。影響の大きかった郡部の住人が家族ごとリビングストン郡地域に移ってくることが多く、郡人口を著しく増加させた。

## 郡政府

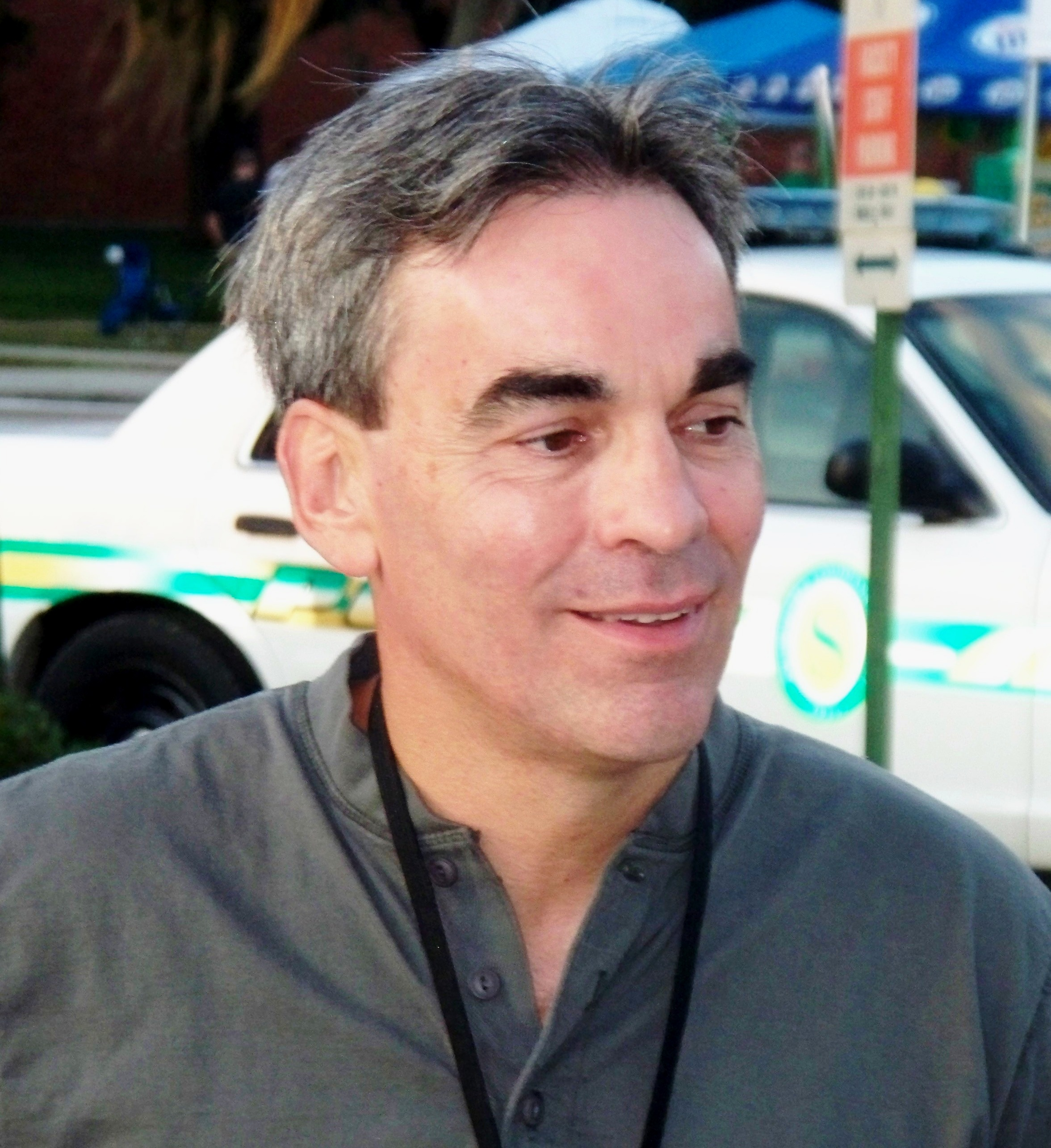
スコット・M・ペリルー、ルイジアナ州第21司法地区の地区検事、リビングストン郡以外にセントヘレナ郡、タンジパホア郡が含まれる

リビングストン郡は自治憲章によって郡政委員会・郡長方式を採用している。郡長は郡政府行政府の長であり、郡政委員会は立法府である。
郡内は9つの地区に小分割され、それぞれの地区に人口が等しく収まるように調整されている。この地区から各1人の郡政委員が選出される。

## 2004年と2008年の大統領選挙
近年のリビングストン郡は、ルイジアナ州で、かつアメリカ合衆国でも最大級に共和党の強い地盤になってきた。2004年の大統領選挙では、共和党のジョージ・W・ブッシュが77％、33,976票を獲得し、対する民主党のジョン・ケリーは22％、9,895票だった。2008年の大統領選挙ではさらに加速し、民主党のバラク・オバマに総投票数の13％、6,681票しか得られなかったのに対し、共和党のジョン・マケインは85％、43,269票だった。

## 都市と町

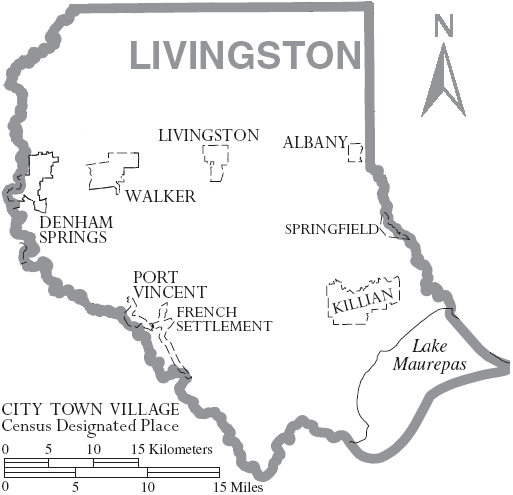
リビングストン郡図

- リビングストン - 郡庁所在地
- デナムスプリングス
- オールバニ
- フレンチセトルメント
- キリアン
- ポートビンセント
- スプリングフィールド
- ウォーカー

### 未編入の町
- ホールデン
- モーリパス
- コリエル
- サツマ
- ワトソン

## 教育
リビングストン郡教育学区が地元の公立学校を運営している。